# Peter Smith (Radsportler, 1944)
Peter David „Pete“ Smith (* 1. Mai 1944 in York; † 26. März 2021 in Leeds) war ein britischer Radrennfahrer und nationaler Meister im Radsport.

## Leben und sportliche Laufbahn
Peter Smith wurde 1965, 1966, 1967 und 1969 Britischer Meister in der Mannschaftswertung. 1965 und 1967 wurde er Meister im Mannschaftszeitfahren. Smith brach außerdem zweimal den britischen Rekord über 50 Meilen und stellte 1969 auch über 100 Meilen einen neuen Landesrekord auf. In der Saison 1966 wurde er Zweiter der nationalen Meisterschaft im Einzelzeitfahren über 50 Meilen und Dritter im Wettbewerb British Best All-Rounder.
1968 gewann Smith die Bergwertung bei der Marokko-Rundfahrt, den Grand Prix of Essex, den Lincoln Grad Prix und das Zweitagerennen Wolverhampton-Aberystwyth-Wolverhampton. Bei Olympischen Sommerspielen 1968 startete Smith im Mannschaftszeitfahren und belegte mit dem britischen Team den elften Platz.
Zwei Jahre später wurde er Profi und fuhr für die Teams Clive Stuart, Falcon-Tighe, Bantel und TI-Raleigh.
Am 22. März 2021 war Smith mit seinem Fahrrad in Tockwith in einen Unfall mit einem Auto verwickelt. Dabei erlitt er schwere Verletzungen und einen Herzstillstand. Smith wurde nach Leeds ins Krankenhaus geflogen, wachte jedoch nicht mehr aus dem Koma auf und verstarb vier Tage später.